# Nokia Asha 305
Il Nokia Asha 305 è un feature phone della Nokia.
È stato annunciato il 6 giugno 2012 insieme ad altri due modelli della serie Asha: il 306 e il 311.